# Kupanskoje
Kupanskoje (ros. Купанское) – wieś (sieło) w Rosji, w obwodzie jarosławskim, w rejonie peresławskim. W 2010 liczyła 1502 mieszkańców.